# عبد المجيد ذنيبات
عبد المجيد محمد خليل ذنيبات (5 أكتوبر 1945 – 16 نوفمبر 2022) سياسي أردني ولد في مدينة الكرك في الأردن. شغل منصب المراقب العام الثالث لجماعة الإخوان المسلمين في الأردن. كان عضواً في مجلس الأعيان الأردني لعدة دورات وقد استقال من منصبه هذا في 13 يناير 2012.

## حياته
وُلد في الجديدة بمحافظة الكرك في 5 أكتوبر 1945 في المملكة الأردنية الهاشمية، وتوفي والداه وهو لا يزال رضيعاً قبل أن يتم سنته الأولى، التحق بكتّاب القرية حين افتتحت أول مدرسة فيها عام 1951، وبعد أن أتم الابتدائية انتقل إلى العاصمة عمان لدراسة الأول ثانوي في مدرسة رغدان، وعاد إلى الكرك في السنة التي تلت ليكمل دراسته الثانوية في مدرستها، وأنهى دراسته الثانوية عام 1962، وبعدها انتسب لجامعة دمشق في عام 1964م، وحاز على شهادة الليسانس في الحقوق.

## المناصب
- عضو في جماعة الإخوان المسلمين 1964. [4]
- عضو في مجلس شورى جماعة الإخوان المسلمين
- المراقب العام لجماعة الإخوان المسلمين 1994-2006
- عضو مؤسس لحزب جبهة العمل الإسلامي 1991
- عضو المكتب التنفيذي لحزب الجبهة 1991-1993
- رئيسا لمجلس شورى حزب جبهة العمل الإسلامي 1992-1994
- عضو مجلس الاعيان الثاني والعشرون.
- عضو مجلس الاعيان الثالث والعشرون.
- عضو مجلس الاعيان الرابع والعشرون

## انضمامه إلى الإخوان المسلمين في الأردن
في عام 1993 اختير عبد المجيد الذنيبات نائبا للمراقب العام لجماعة الإخوان المسلمين في الأردن، وانتخب بعدها عام 1994 مراقباً عاماً خلفاً للمراقب السابق محمد عبد الرحمن خليفة بعد أربعين عاما متواصلة من قيادة الجماعة، وتم تجديد إنتخابه عام 1998، واستمر في منصبه إلى عام 2006 حينما قرر الاستقالة، وانتخب بعده سالم الفلاحات خلفاً له.

## وصلات خارجية
- إخوان الأردن يحاكمون مراقبهم السابق، الجزيرة نت، 10 ديسمبر 2010